# 伊達宗景
伊達 宗景（だて むねかげ）は、江戸時代前期の武士。陸奥国仙台藩一門第三席・水沢伊達家4代（留守氏21代）当主。

## 生涯
慶安3年（1651年）12月7日、水沢伊達家3代当主・伊達宗直の長男として伊澤にて誕生。正室は悦子（月光院、松平忠久養女、黒田光之三女）。
万治2年（1659年）、江戸幕府の証人を務めるために江戸に下向し、元服する。3代藩主・伊達綱宗より偏諱を受けて宗景と名乗る。万治3年（1660年）、江戸城で4代将軍・徳川家綱に拝謁し、時服を賜る。
寛文3年（1663年）5月、父・宗直の死去により家督相続する。寛文7年（1667年）江戸詰めの際に、福岡藩3代藩主・黒田光之の二女・悦子と恋仲になり翌年室に迎える。この際、国主の姫と陪臣との婚姻は身分不相応であったため、家老の中目興三郎らが奔走し、旗本の松平忠久の養女として宗景に嫁いだ。
寛文10年（1670年）、伯父涌谷伊達宗重と登米伊達宗倫の所領紛争が、藩主後見・伊達宗勝の介入で、宗重に一方的に不利な裁定となったことをきっかけに、宗重は、宗勝の専横を幕府に訴えることになる。宗景は、伯父宗重の側の立場から、舅松平忠久の協力を仰いだ。
延宝3年（1675年）3月14日、仙台で死去した。享年26。嗣子がなく、4代藩主・伊達綱村の実弟・村任が遺跡を相続した。